# کوناکری
کوناکری (به زبان مالینکه: Kɔnakiri) پایتخت گینه است. جمعیت این شهر ۲ میلیون نفر است و بندری است بر کرانهٔ اقیانوس اطلس.